# Сучан (джамоат)

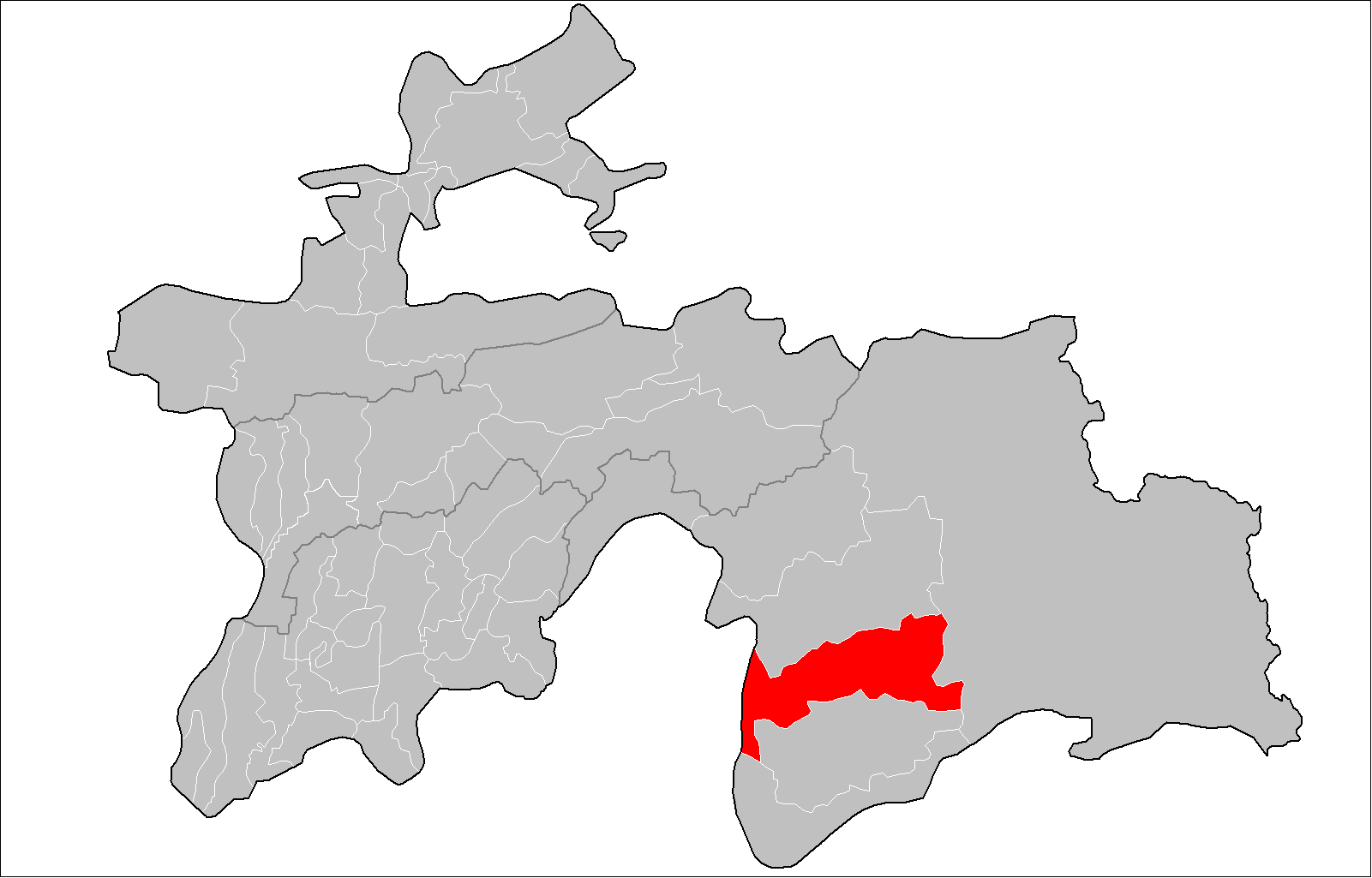
Расположение Шугнанского района в Таджикистане

Расположение Горно-Бадахшанской автономной области в Таджикистане

Суча́н (шугн. Хицӯн) — сельская община (джамоат) — административно-территориальная единица, входит в состав Шугнанского района Горно-Бадахшанской автономной области Таджикистана.